# Irene Chini Coccoli
Irene Chini Coccoli (Bassano del Grappa, 13 maggio 1893 – Bassano del Grappa, marzo 1977) è stata una partigiana e politica italiana, deputata della I Legislatura della Repubblica Italiana.

## Biografia
Nata a Bassano del Grappa (provincia di Vicenza) nel 1893, fu insegnante. Con il marito - il professor Costantino Coccoli, che fu uno dei promotori delle prime bande partigiane in Val Camonica - Irene collaborò attivamente alla Resistenza e si prodigò soprattutto nel "Gruppo di assistenza" creato da don Giacomo Vender. 
Arrestata il 30 settembre 1944, con Luigi Ercoli, nella propria abitazione a Brescia, dopo essere stata sottoposta a pesanti interrogatori, la Chini venne tradotta nel campo di concentramento di Bolzano. Immatricolata col numero 6422, fu rinchiusa nel Blocco F e quindi alla Galleria del Virgolo, dove rimase sino alla Liberazione. 
Il 15 febbraio del 1946 promosse presso il Teatro Grande di Brescia un'assemblea per organizzare un movimento di cattolici comunisti. Irene Chini Coccoli fu eletta deputata del Partito Comunista Italiano nel 1948, nella I Legislatura della Repubblica Italiana, e fu parlamentare sempre molto attiva sui problemi della scuola e delle libertà democratiche. 
Morì nella città natale nel marzo 1977 all'età di 83 anni.